# Hansjörg Jäkle
Hansjörg Jäkle, nemški smučarski skakalec, * 19. oktober 1971, Schonach. 
Skakati je začel leta 1982. V nemški reprezentanci je prvič nastopil v sezoni 1992/93 na letalnici na avstrijskem Kulmu. Prve točke pa je osvojil že na naslednji tekmi v slovenski Planici, ko je osvojil 16. mesto.
6. mesto je bila njegova prva vidnejša uvrstitev v svetovnem pokalu, osvojil pa jo je v sezoni 1993/94 na tekmi Novoletne turneje v Bischofshofnu. V sezoni 1997/98 je na istem prizorišču osvojil svoje edine stopničke v svetovnem pokalu, osvojil je 2. mesto, boljši od njega pa je bil njegov rojak Sven Hannawald.
Največje uspehe pa je dosegal na ekipnih tekmah. Na olimpijskih igrah v Lillehammerju leta 1994 je skupaj s Jensom Weissflogom, Dietrom Thomo in Christofom Duffnerjem osvojil zlato medaljo na veliki skakalnici. 4 leta kasneje, v Naganu, pa je osvojil še srebrno medaljo. Na svetovnem prvenstvu v kanadskem Thunder Bayju leta 1995 pa je bil pravtako srebrn na ekipni preizkušnji.
Po sezoni 2001/02 je zaključil kariero skakalca.